# Psylla neolitseae
Psylla neolitseae är en insektsart som beskrevs av Miyatake 1981. Psylla neolitseae ingår i släktet Psylla och familjen rundbladloppor.
Artens utbredningsområde är Nepal. Inga underarter finns listade i Catalogue of Life.